# Президентські вибори у США 1840
Президентські вибори 1840 року між президентом Мартіном ван Бюреном, який представляв Демократичну партію, і його опонентом Вільямом Генрі Гаррісоном від Партії Вігів завершилися перемогою Гаррісона значним чином завдяки економічній депресії 1837—1842 років. Економічна криза призвела до того, що популярність Ван Бюрена значно впала.
На відміну від попередніх виборів Партія Вігів ще за рік до виборів провела національну конвенцію та висунула єдиного кандидата. Цього разу тактика виявилася правильною і Гаррісон виграв вибори. Однак, під час інавгураційної промови Гаррісон застудився і через місяць помер. Президентом став його віцепрезидент Джон Тайлер.

## Вибори
У результаті економічної депресії 1837—1842 президент Ван Бюрен був дуже непопулярний. Гаррісон, використовуючи стратегію Ендрю Джексона, вів передвиборну кампанію як герой війни та представник народу, виставляючи Ван Бюрена багатим снобом, що живе в розкоші за народний рахунок. Хоча насправді Гаррісон був забезпеченим та високоосвіченим, його образ «людини з хатини» був сприйнятий по всій країні. При цьому Гаррісон уникав виступати з конкретних проблем, оскільки Партія Вігів була широкою коаліцією баз певної спільної платформи.

### Результати

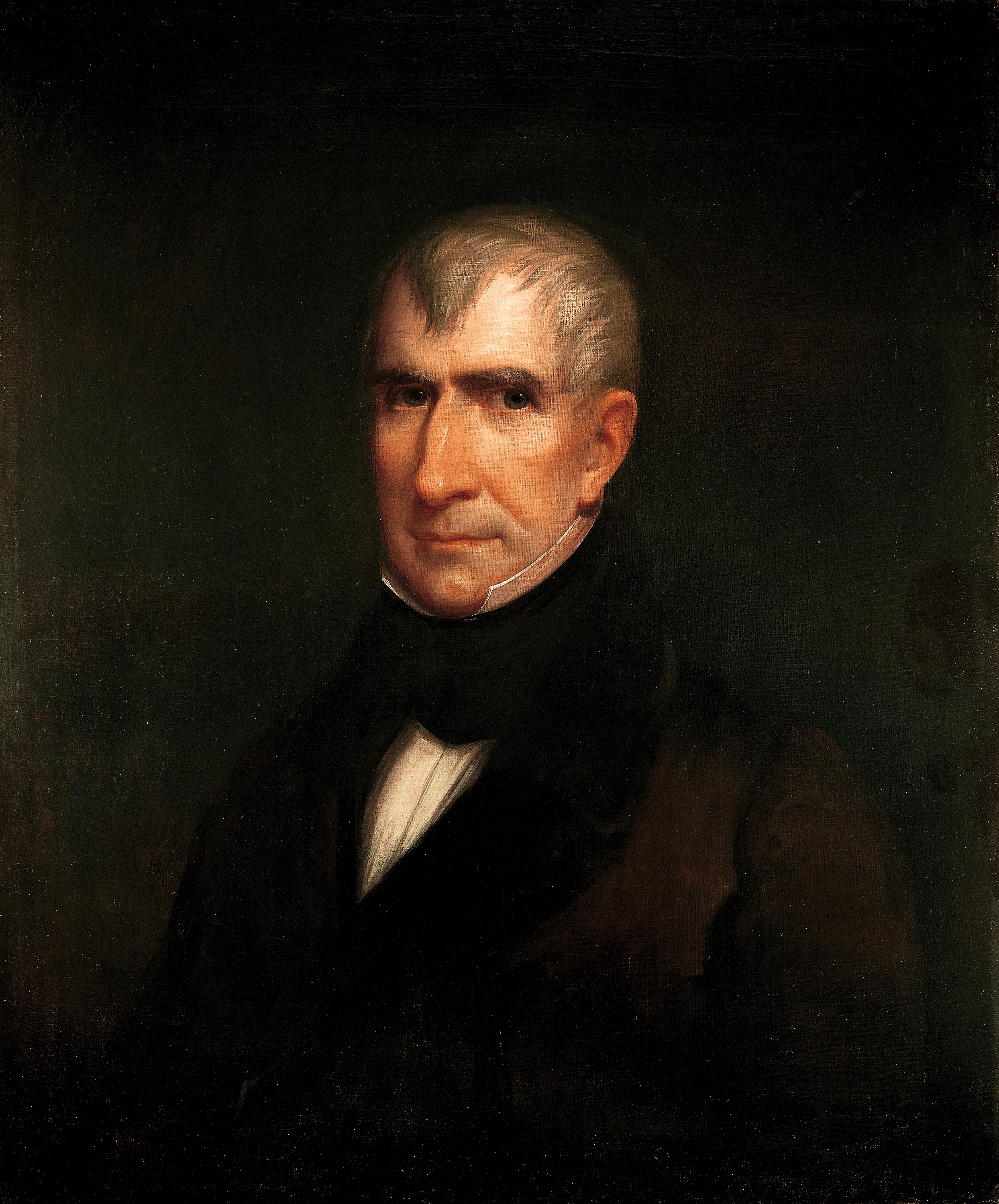
На виборах 1840 року Вільям Генрі Гаррісон був обраний дев'ятим президентом США. Однак, був на цій посаді лише місяць.

| Кандидат              | Партія              | Виборці   | Виборці | Виборники |
| Кандидат              | Партія              | Кількість | %       | Виборники |
| --------------------- | ------------------- | --------- | ------- | --------- |
| Мартін ван Бюрен      | Демократична партія | 1.128.854 | 46,8 %  | 60        |
| Вільям Генрі Гаррісон | Партія вігів        | 1.275.390 | 52,9 %  | 234       |
| Джеймс Бірні          | Партія свободи      | 6.797     | 0,3 %   | 0         |
| Всього                | Всього              | 2.411.041 | 100 %   | 294       |